# Päkste
Päkste – wieś w Estonii, w prowincji Tartu, w gminie Haaslava.